# Dactylodenia st-quintinii
Dactylodenia st-quintinii là một loài thực vật có hoa trong họ Lan. Loài này được (Godfery) J.Duvign. mô tả khoa học đầu tiên năm 1983.